# Chloris Lugdunensis
Chloris Lugdunensis (abreviado Chlor. Lugd.) es un libro ilustrado con descripciones botánicas que fue escrito por el botánico, micólogo y algólogo francés Marc Antoine Louis Claret de Latourrette y publicado en Lyon en el año 1785.